# SensoMotoric Instruments

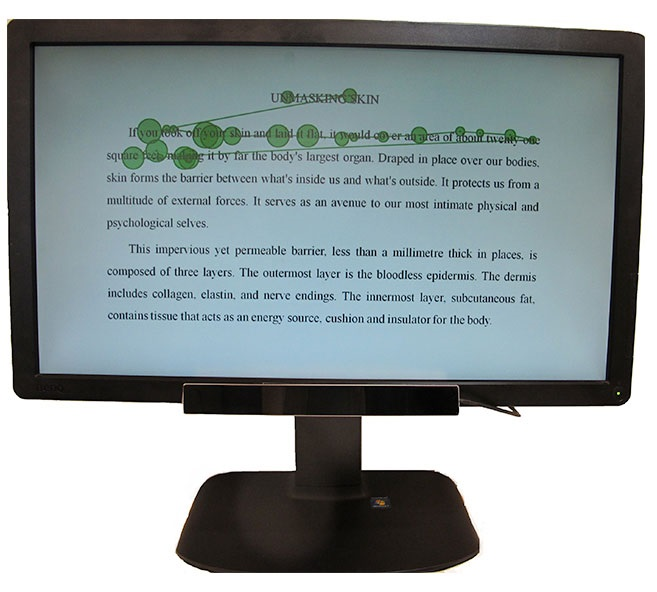
RED250mobile eye tracker, lance en 2014; L'écran affiche un scan path sur un texte. Photo par SMI.

SensoMotoric Instruments (SMI) est une entreprise allemande dédiée aux applications de vision artificielle tout en mettant principalement l’accent sur la technologie de suivi de l’œil. SMI est fondée en 1991 comme une spin-off du département de recherche universitaire et médicale de l’Université Libre de Berlin. Le siège de la société se situe à Teltow, prÈs de Berlin en Allemagne. SMI possède des bureaux à Boston, au Massachusetts, et à San Francisco aux États-Unis, ainsi que des partenaires et des distributeurs à travers le monde entier.
SMI propose des solutions de suivi de regard pour différents domaines, de la recherche scientifique aux applications professionnelles en passant par des solutions OEM. Les systèmes proposés par SMI peuvent être couplés avec un EEG, des systèmes de détection de mouvements du corps et/ou de tête, ou d’autres type de données biométriques. Ces systèmes de suivi de regard peuvent également être intégrés dans des systèmes de réalité virtuelle CAVE, des simulateurs, des voitures, des systèmes médicaux, ou utilisés avec des ordinateurs comme outils de mesure, ou même d’interaction homme-machine,,,.

## Histoire
SMI est fondée par le Dr. Winfried Teiwes et ses tuteurs académiques en 1991, et est la première entreprise à offrir une solution commerciale de suivi de l’œil en 3D. Le premier système 3D VOG de SMI est utilisé par ESA, la NASA, et également à bord de la station spatiale russe MIR afin d’analyser les effets des missions spatiales sur la torsion des mouvements oculaires des astronautes en réponse à la pesanteur. Par la suite, la société réoriente son activité du domaine astronautique vers l’ophtalmologie et la recherche scientifique. 
En 1992, SMI gagne le prix de l’Innovation de Berlin et Brandenbourg. En 2009, le système iView X RED de SMI reçoit l’iF Product Design Award. Le Dr Teiwes garde son poste de Directeur Général de la société jusqu’en 2008 où Eberhard Schmidt lui succède. Les objectifs de SMI ont changé à la suite de plusieurs événements tels que la vente de leur gamme de produits ENT à Intracoustics et la division du groupe de diagnostics William Demant Group en 2001, ainsi que la tentative de maintien des activités de SMI pour des traitements de la rétine avec OD-OS en 2008 et enfin la vente de leur division ophtalmique Alcon en 2012,. SMI se concentre dès lors sur des solutions scientifiques, mobiles, ou encore sur des applications médicales pour le suivi des yeux. Ainsi que les techniques d’interfaçage avec les ordinateurs et les solutions OEM.

## Technologie
Les caméras utilisées par les eye trackers de SMI détectent les visages, les yeux, les pupilles et d’autres informations pertinentes telles que le reflet cornéen provenant des rayons infrarouge du système eye tracking. De plus, ce système calcule le mouvement des yeux, la direction et le point de regard. L’entreprise possède trois principaux produits : les lunettes eye tracking (ETG, Eye Tracking Glasses),, les systèmes utilisables à distance (RED, Remote Eye tracking Device),, et les systèmes fixes avec eye tracking intégré.

## Partenariats
À la Game Developers Conference de 2014, Sony dévoile le prototype du jeu InFamous: Second Son sur PlayStation 4, utilisant le système eye tracking RED-oem de SMI,,.
SMI en partenariat avec Emotiv, développe un logiciel qui combine les données EEG de l’EEG Emotiv Neuroheadset avec les données de suivi des yeux. Les commerciaux et les chercheurs peuvent utiliser ce logiciel pour analyser les réactions des consommateurs par rapport aux marques visualisées et selon des indicateurs visuels et émotionnels. 
TechViz et SMI combinent le 3D ETG de SMI,, et le logiciel de visualisation 3D de TechViz pour permettre un suivi de regard dans une réalité virtuelle CAVE. Les lunettes 3D sont développées en partenariat avec Volfoni. Worldviz coopère avec SMI pour permettre les calculs d’intersection du regard avec les objets 3D ainsi que pour l’enregistrement des données dans une base commune pour les analyser de manière approfondie.
Le Centre de Recherche allemand d’Intelligence Artificielle (DFKI) utilise les lunettes eye tracking (ETG) de SMI pour créer Talking Places – le prototype d’un guide interactif de la ville,. L’entreprise Prentke Romich intègre l'accessoire NuEye de SMI dans sa plate-forme pour que les personnes handicapées puissent y accéder. Le système permet aux utilisateurs de contrôler un dispositif de communication en utilisant seulement leurs yeux.
Visual Interaction propose des accessoires de suivi des yeux, myGaze. Ces systèmes sont basés sur la technologie SMI, plus économique avec des logiciels sélectionnés exclusivement sur leur boutique en ligne,.